# 俵家宗弖一
俵家 宗弖一（たわらや そうです）は、日本の漫画原作者、小説家、編集プロデューサー。宮城県出身。東京理科大学大学院理学研究科修士課程修了。
学習研究社発行のストリートファッション雑誌『GET ON!』の創設初期から編集に10年以上携わり、シルバーアクセサリーやキューブリックなどの別冊本を企画編集プロデュースすることで、それらのブームを生み出す一端を担っていた。その頃に「別冊バイブル」シリーズや美術書、漫画の原作なども数多く手掛けている。退社後、作家として活動中。

## 小説
- シブヤ大戦争（学習研究社刊）
- シブヤ狂争曲（学習研究社刊）

## 原作漫画
- 「ドリームキングR」（絵：柳内大樹／「月刊ヤングキング」少年画報社刊）
- 「ドリームキング外伝 シブヤ曼陀羅」（キャラデザイン：柳内大樹／絵：近藤和寿／「グランドジャンプ」→「グランドジャンプWEB」集英社刊）
- 「SHIBUYA狂争曲」（キャラデザイン：柳内大樹／絵：白鳥貴久／「ヤングキング」少年画報社刊）
- 「SHIBUYAダガーズ」（キャラデザイン：柳内大樹／絵：横川直史／「ヤングキング」少年画報社刊）
- 「SHIBUYA大戦争」（キャラデザイン：柳内大樹／絵：小幡文生／「月刊ヤングキング」少年画報社刊）
- 「残膚（ざんぴ）」（絵：治島カロ／少年画報社刊）
- 「ライズ!」（絵：飯星シンヤ／「ヤングキング」読み切り前後編掲載[1][2]）
- 「ステゴロ」（絵：小幡文生／「ヤングキング」）
- 「招客万来！ゴールデン商店ガイ！！」（絵：永尾啓介／「ヤングキング」）
- 「アシダカ -闇マネー狩り-」（作画：嶋田ひろあき／「週刊漫画ゴラク」）

## 編集プロデュース作品
- シルバーアクセサリーバイブル
- シルバーアクセサリーバイブル2
- ストリートフィギュアバイブル
- キューブリックバイブル
- ドメスティックブランドバイブル
- Get the Sneaker

- 漫画絵本『evirob』 - 著者／デビルロボッツ
- 美術書『ジャパニーズスピリット』（学習研究社刊） - 著者／天明屋尚
- 漫画『ドリームキング』全3巻（学習研究社刊） - 著者／柳内大樹
- 自叙伝『青春』 - 著者／魔裟斗